# Namuka-i-Lau
Namuka-i-Lau är en ö i Fiji.   Den ligger i divisionen Östra divisionen, i den västra delen av landet, 300 km väster om huvudstaden Suva. Arean är 11,8 kvadratkilometer.
Terrängen på Namuka-i-Lau är platt. Öns högsta punkt är 70 meter över havet. Den sträcker sig 2,8 kilometer i nord-sydlig riktning, och 8,6 kilometer i öst-västlig riktning.